# IC 4947
IC 4947 је елиптична галаксија у сазвјежђу Телескоп која се налази на листи објеката дубоког неба у Индекс каталогу.
Деклинација објекта је - 53° 8' 34" а ректасцензија 20h 7m 31,8s. Привидна величина (магнитуда) објекта IC 4947 износи 14,1 а фотографска магнитуда 15,1. IC 4947 је још познат и под ознакама ESO 185-69, AM 2011-620, PGC 64138.